# Žirovnice
Žirovnice (in tedesco Serownitz) è una città della Repubblica Ceca facente parte del distretto di Pelhřimov, nella regione di Vysočina.